# Hege Kirsti Frøseth
Hege Kirsti Frøseth   (Trondheim, 20 de desembre de 1969), també coneguda pel nom de casada Hege Kirsti Bjørnebye, és una exjugadora d'handbol noruega que va competir durant les dècades de 1980 i 1990. Està casada amb l'exfutbolista Stig Inge Bjørnebye.
El 1992 va prendre part en els Jocs Olímpics de Barcelona, on guanyà la medalla de plata en la competició d'handbol. En el seu palmarès també destaca una medalla de bronze al campionat del món d'handbol de 1993. Entre 1989 i 1993 jugà un total de 82 partits amb la selecció nacional.